# Şiləvəngə (Yardımli)
Şiləvəngə è un comune dell'Azerbaigian situato nel distretto di Yardımlı. Conta una popolazione di 388 abitanti.